# مختار ندياي (كرة سلة)
مختار ندياي (بالفرنسية: Makhtar N'Diaye)‏ مواليد 12 ديسمبر 1973 في السنغال، هو لاعب كرة سلة سنغالي معتزل. بدأ مسيرته الاحترافية في سنة 1998. يبلغ طوله 6 قدم 10 بوصة (2.1 م). اعتزل اللعب في 2008.

## المسيرة الاحترافية
لعب مع أوياك رينو في سنة 1998، ثم لعب مع ليتوفوس رايتس في موسم 1998–1999، ثم لعب مع ميمفيس غريزليس في موسم 1998–99 ، ثم لعب مع جاي دي أيه ديجون في الدوري الفرنسي في موسم 2003–2004.

## روابط خارجية
- مختار ندياي على موقع الاتحاد الدولي لكرة السلة (الإنجليزية)
- مختار ندياي على موقع إن بي أي (الإنجليزية)
- مختار ندياي على موقع سبورتس رفرنس (الإنجليزية)
- مختار ندياي على موقع كلية كرة السلة في سبورتس رفرنس.كوم (الإنجليزية)
- مختار ندياي على موقع ريلجم (الإنجليزية)
- مختار ندياي على موقع بروبوليرز (الإنجليزية)
- مختار ندياي على موقع سبورتس رفرنس (الإنجليزية)
- مختار ندياي على موقع سبورتس رفرنس (الإنجليزية)